# KF Dukagjini
KF Dukagjini is een Kosovaarse voetbalclub uit Klina. De club komt uit in de Kosovaarse Superliga en werd in 2023 4e in de Superliga en debuteert daardoor in het seizoen 2023/24 in de UEFA Conference League.

## Europa

### Uitslagen vanuit gezichtspunt KF Dukagjini
| Seizoen | Competitie        | Ronde | Land               | Club       | Totaalscore | 1e W    | 2e W    | PUC |
| ------- | ----------------- | ----- | ------------------ | ---------- | ----------- | ------- | ------- | --- |
| 2023/24 | Conference League | 1Q    | Vlag van Gibraltar | Europa FC  | 5-3         | 2-1 (T) | 3-2 (U) | 2.0 |
|         |                   | 2Q    | Vlag van Kroatië   | HNK Rijeka | 1-7         | 0-1 (T) | 1-6 (U) | 2.0 |

Totaal aantal punten voor UEFA coëfficiënten: 2.0
Ballkani ·
Drenica ·
Drita ·
Dukagjini ·
Ferizaj ·
Gjilani ·
Llapi ·
Malisheva ·
Prishtina · 
Prishtina e Re